# Richard Garnett

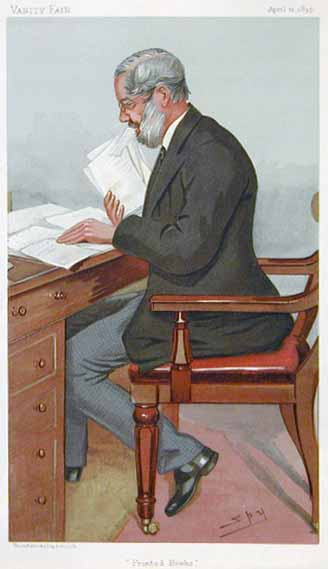
Richard Garnett, Karikatur von Leslie Ward (1895)

Richard Garnett (* 27. Februar 1835 in Lichfield, Staffordshire; † 13. April 1906) war ein englischer Bibliothekar, Dichter und Schriftsteller.

## Leben
Garnett war der Sohn von Richard Garnett, eines höheren Beamten am British Museum. Seine Schulzeit absolvierte er in Bloomsbury und bekam 1851 durch die Vermittlung seines Vaters ebenfalls eine Anstellung als Hilfsbibliothekar an der Bibliothek des British Museum. Den Höhepunkt seiner Karriere dort erreichte er 1875 mit seiner Beförderung zum Vorsteher des großen Lesesaals.
Nach langen Vorarbeiten fungierte Garnett 1881 als Herausgeber des General catalogue of printed books und zwischen 1890 und 1899 hatte er auch das Amt des Keeper of printed books inne.
Der Herausgeber Edward Garnett war sein Sohn, dessen Ehefrau, die Übersetzerin Constance Garnett seine Schwiegertochter; der Schriftsteller David Garnett sein Enkel.
Sein Gedicht Where Corals Lie wurde von dem Komponisten Sir Edward Elgar in dem Werk Sea Pictures, op. 137 vertont.

## Rezeption
Garnett war sehr sprachbegabt und übersetzte Werke aus der griechischen, deutschen, italienischen, spanischen und portugiesischen Sprache. Er war lange Zeit Mitarbeiter der Encyclopædia Britannica und des Dictionary of National Biography. Zeit seines Lebens veröffentlichte er zahlreiche Aufsätze, von literaturgeschichtlichen Themen bis hin zu Berichten von Antiquariatsmessen in den verschiedensten Zeitschriften und Zeitungen.

## Veröffentlichungen (Auswahl)
Als Autor
- The twilight of the gods and other tales. 1888.
- Primula. Lyrische Gedichte. 1858.
- Io in Egypt, and other poems. 1859.
- Idylls and epigrams. 1869.
- Richmond on the Thames. 1896.
- Thomas Carlyle. A biography.
- John Milton. A biography.
- William Blake. A biography.

Als Herausgeber
- Percy Bysshe Shelley: Relics of Shelley. 1862 (Sammlung von poetischen Fragmenten des Dichters, die er selbst aufgefunden hatte)
- Percy Bysshe Shelley: Selection from Shelley’s poems.
- Richard Garnett: Philological essays. 1859.
- English literature. An illustrated record (zusammen mit Edmund Gosse)
- History of Italian literature.
- The age of Dryden. 1895.
- Robert Browning: Poems. Illustrationen Byam Shaw. London, Bell, 1897.

Als Übersetzer
- Poems from the German. 1862.